# Thế giới thứ ba

Ba nhóm quốc gia trong Chiến tranh Lạnh:
Thế giới thứ nhất
Thế giới thứ hai
Thế giới thứ ba

Thế giới thứ ba (tiếng Anh: The Third World) là tên gọi chung cho các quốc gia không thuộc cả hai khối NATO (Thế giới thứ nhất) và Warszawa (Thế giới thứ hai).